# فيكتور كرافين
فيكتور كرافين (31 يوليو 1980 - ) (بالإنجليزية: Victor Craven)‏ هو لاعب كريكت بريطاني.